# Steve Cunningham
Steve Cunningham est un boxeur américain né le 15 juillet 1976 à Philadelphie, Pennsylvanie.

## Carrière
Vainqueur des Golden Gloves en 1998 dans la catégorie mi-lourds, il passe professionnel en 2000 et devient champion du monde des poids lourds-légers IBF le 26 mai 2007 après avoir battu aux points à Katowice le polonais Krzysztof Włodarczyk. Ce combat était la revanche de celui déroulé le 25 novembre 2006 et qui avait vu la courte défaite de Cunningham (décision partagée des juges au terme des 12 reprises).
Le 29 décembre 2007, l'Américain bat pour la 1re défense de son titre l'allemand Marco Huck à Bielefeld. Il s'incline en revanche aux points face à Tomasz Adamek le 11 décembre 2008 avant de redevenir champion IBF de la catégorie le 5 juin 2010 en stoppant au 5e round Roy Tross.
Le 11 février 2011, Steve Cunningham domine aux points le serbe Enad Licina. Il est en revanche battu aux points sur décision technique rendue au 6e round contre le Cubain Yoan Pablo Hernández le 1er octobre 2011 à la suite d'une blessure de ce dernier, Cunningham ayant été mis à terre et compté par l'arbitre au 1er round. Il perd également aux points le combat revanche organisé le 4 février 2012 puis décide de boxer en poids lourds. Le 8 septembre 2012, il bat ainsi aux points Jason Gavern mais il s'incline de peu face à Tomasz Adamek le 22 décembre 2012, la décision étant néanmoins controversée.
Battu ensuite par KO au 7e round par le britannique Tyson Fury, Cunningham continue sa carrière et devient champion des États-Unis USBA des poids lourds en 2014. Ce succès sera de courte durée puisqu'il est défait lors de sa première défense face à Vyacheslav Glazkov puis lors d'un championnat WBO des lourds-légers contre le polonais Krzysztof Glowacki le 16 avril 2016.